# Agua Blanca, Sinaloa
Agua Blanca är en ort i Mexiko.   Den ligger i kommunen Sinaloa och delstaten Sinaloa, i den västra delen av landet, 1 100 km nordväst om huvudstaden Mexico City. Agua Blanca ligger 284 meter över havet och antalet invånare är 242.
Terrängen runt Agua Blanca är kuperad åt sydost, men åt nordväst är den platt. Runt Agua Blanca är det ganska glesbefolkat, med 26 invånare per kvadratkilometer. Närmaste större samhälle är Higuera de los Vega, 9,7 km sydväst om Agua Blanca. I omgivningarna runt Agua Blanca växer huvudsakligen savannskog.